# Andropogon pachyarthrus
Andropogon pachyarthrus là một loài thực vật có hoa trong họ Hòa thảo. Loài này được Hack. ex Duthie mô tả khoa học đầu tiên năm 1888.